# El Moudjahid (1956-1962)
Pour les articles homonymes, voir El Moudjahid.
El Moudjahid  (en arabe : المجاهد) est un journal algérien, organe officiel de communication du Front de libération nationale, publié pendant la guerre de libération nationale algérienne, du 15 juin 1956 au 5 juillet 1962, en deux éditions, française et arabe.

## Histoire
Après le déclenchement de la guerre d'indépendance algérienne, plusieurs bulletins ronéotypés sont publiés par les wilayas pour informer principalement les troupes de l'ALN : L'Écho du Titteri, Le Bulletin Intérieur (ZAA), La Vérité, Bulletin de Nouvelles des Combattants, La Voix du Moudjahid, La Voix des Montagnes, Renaissance algérienne, etc. En dehors de l'Algérie, le FLN publie depuis le 22 octobre 1955 un journal de parution irrégulière pour faire connaître son combat : Résistance algérienne, en 2 langues (arabe et français) et 3 éditions : Paris, Tétouan (Maroc) et Tunis (Tunisie).

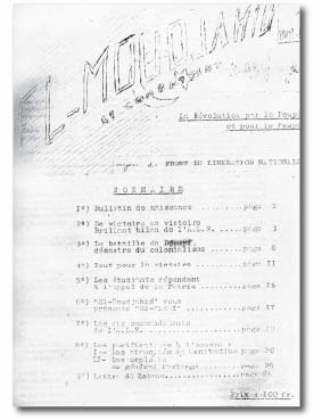
Premier numéro dEl Moudjahid (juin 1956)

Une étude sur la stratégie de propagande et d'information de la révolution, faite par Saâd Dahlab et Benyoucef Benkhedda à la demande d'Abane Ramdane, conclut qu'il est nécessaire de créer un hebdomadaire.
Le 15 juin 1956, l'édition en français du journal El Moudjahid est fondée. Il est publié en parallèle des 3 éditions de Résistance algérienne.
Le premier numéro du journal (36 pages) est tapé à la machine par Izza Bouzekri, l'épouse de Ramdane Abane. Il est tiré à la ronéotype dans la scierie de Mostefa Benouniche, rue Mazella, à Kouba, ou dans les presbytères des abbés Declercq ou Bertal près de la basilique Notre-Dame d'Afrique d'Alger.
Le Comité de coordination et d'exécution (CCE), issu du Congrès de la Soummam et organisé le 20 août 1956, décide d'en faire l'organe officiel de communication du Front de libération nationale (FLN) et de la révolution algérienne dans son ensemble. Résistance algérienne est définitivement absorbé en 1957 et El Moudjahid devient l' « école de la Révolution algérienne » pour Rédha Malek, directeur de l'édition francophone d'El Moudjahid de 1957 à 1963 et futur Premier ministre.
Les six premiers numéros d'El Moudjahid paraissent clandestinement à Alger de juin 1956 à janvier 1957, tapés par Izza Bouzekri et Nassima Hablal. Le no 7, à la veille de la grève des huit jours de janvier/février 1957, est saisi et les moyens d’impression détruits lors d’une opération des parachutistes de l’armée française. El Moudjahid reparaît à Tétouan  (Maroc) le 5 août 1957, pour trois numéros (du no 8 au no 10). À l'occasion de la « renaissance » du journal, le CCE annonce dans le no 8 l'officialisation d'El Moudjahid en tant que « seul organe de la Révolution algérienne ».
La rédaction est ensuite transférée à Tunis, où sont publiés tous les numéros suivants, du no 11, daté du 1er novembre 1957 jusqu'au no 91, daté du 19 mars 1962.
En mai 1962 le journal est vendu à Constantine et dès juin 1962 il est diffusé partout en Algérie.

## Contre-propagande française
Les services de contre-propagande française ont distribué plusieurs numéros falsifiés d'El Moudjahid, par exemple le no 61 du 16 mars 1960, dans lequel des articles ont été remplacés par des articles « remaniés » tentant de faire croire que le FLN revendiquait des massacres et des assassinats.

## Mort d'Abane Ramdane

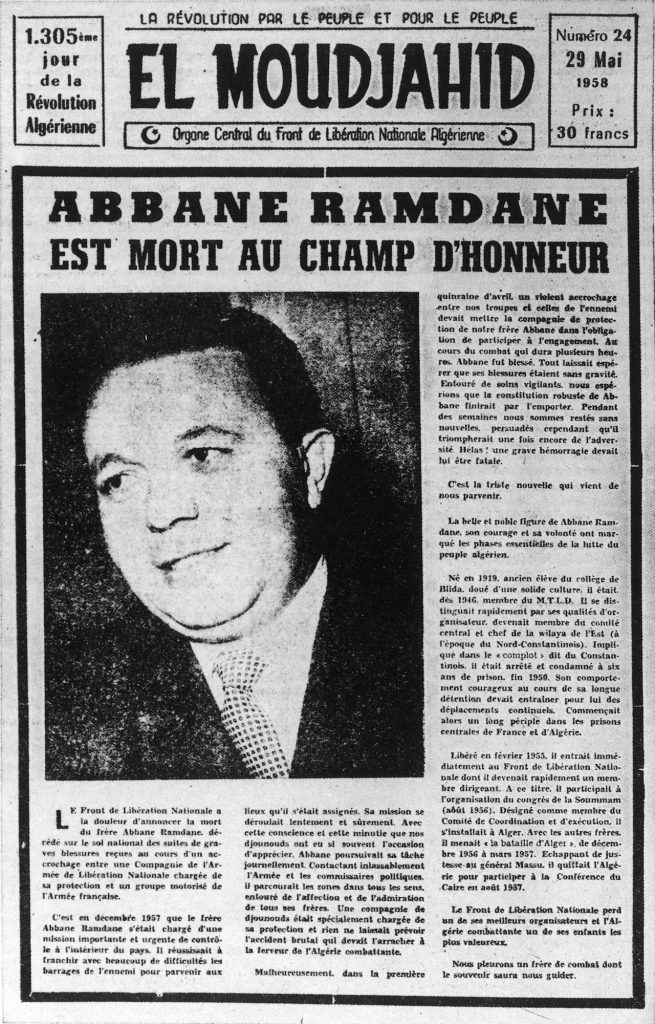
Numéro 24 (29 mai 1958) : Abbane Ramdane est mort au champ d'honneur

Dans le numéro 24 (29 mai 1958, voir ci-contre) El Moudjahid annonce dans sa manchette la mort de Abane Ramdane : « Abbane Ramdane est mort au champ d'honneur ». Selon le journal il serait mort dans la première quinzaine du mois d'avril dans un violent accrochage avec les troupes ennemies. Mais le journal ne donne aucune précision sur le lieu de l'accrochage pas plus qu'il ne donne de précision sur les autres djounouds qui sont supposés morts avec lui.
Mais en vérité, Abane est mort en décembre 1957 assassiné par ses « frères ».

## Héritage
L'héritage et la continuité du titre sont assurés par deux journaux différents. Après l'indépendance de l'Algérie, El Moudjahid demeure l’organe central interne du parti du FLN depuis 1962. Il est publié en arabe une fois par semaine et son tirage ne dépasse pas 2000 exemplaires. Le gouvernement algérien a décidé de fusionner les journaux Le Peuple et Alger républicain. La fusion était prévue pour le 22 juin 1965, mais elle a été reportée à cause du coup d'État du 19 juin 1965. Le 5 juillet 1965, El Moudjahid fut proclamé quotidien national d'information.

## Contenu et format
Le contenu et le format du journal ont beaucoup évolué pendant les années de guerre. Ils se sont stabilisés à la fin 1958.

### Mise en page
Les 5 premiers numéros ont une mise en page simple dans le style pamphlet.
Du no 6 au no 15, le journal adopte le grand format, avec une mise en page dense et une vraie « une » de journal.
Entre les numéros 16 et 31, la mise en page du journal évolue largement, avec des photos et des titres en gras.
Entre le numéro 32 et le numéro 91 (dernier numéro), les photos dominent largement la mise en page.
Le journal a un format (lxh) de 25 × 44 cm.

### Pagination
Les numéros ordinaires du journal comptent 12 pages et les numéros spéciaux une pagination variable.

### Langue

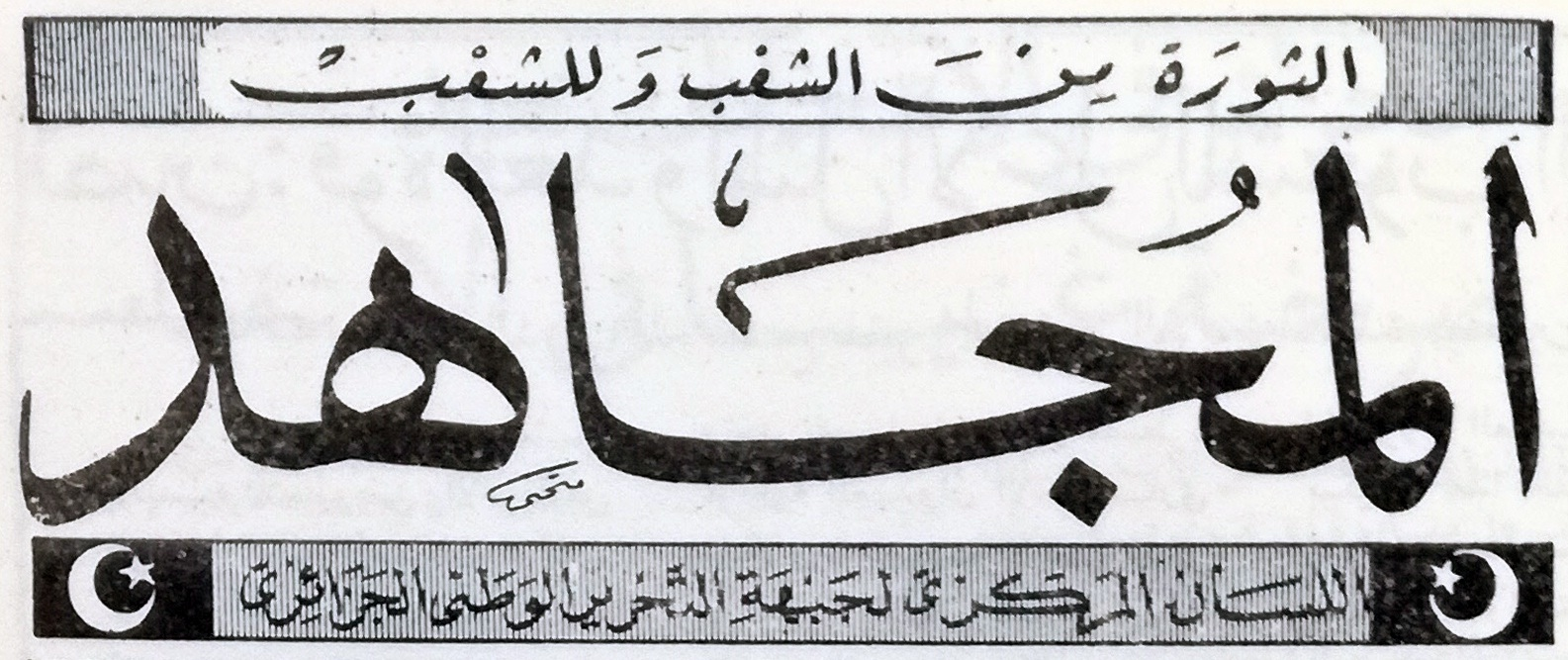
Logo El Moudjahid en Arabe

Reflet de la situation linguistique de l'Algérie après 125 ans de colonisation française, El Moudjahid est publié en deux éditions : française en 1956 et arabe en 1957.
Le FLN a dès le départ choisi la « langue impériale » qu'est le français comme langue de travail. Cela correspond aussi à la volonté du FLN d'atteindre une audience internationale.

### Titre
Le titre El Moudjahid a été choisi parmi d'autres titres (Le Soldat, Le Révolutionnaire ou Le Volontaire) pour plusieurs raisons. Il est lié au concept de djihad qui remonte jusqu'au début de l'occupation française en 1830. Il a une signification qui dépasse la signification religieuse. Il résonne bien tant vis-à-vis des autorités coloniales que des Algériens. Il permet d'unifier les deux éditions arabe et française.
Pour enlever toute connotation religieuse au titre, les 7 premiers numéros du journal comportaient le sous-titre Le Combattant, qui est la traduction non religieuse en français du titre. À ce propos, le journal précisait dès son premier numéro (sous la plume d'Abane Ramdane) que : « En s'intitulant El Moudjahid, cette brochure ne fait que consacrer ce nom glorieux que le bon sens de notre peuple a dès le 1er novembre 1954 attribué aux patriotes qui ont pris les armes pour une Algérie libre, indépendante et démocratique ». Abane Ramdane s'était auparavant opposé au choix du titre finalement retenu du fait de sa connotation religieuse ; il aurait proposé Le Combattant ou Le Résistant, titres plus à même, selon lui, de favoriser l'adhésion des différents courants ayant rejoint le FLN, mais il fut mis en minorité par Ben M'hidi et Benkhedda.

### Anonymat des rédacteurs
El Moudjahid n'a jamais publié les noms de son équipe rédactionnelle et, sauf à de rares exceptions, les articles n'étaient jamais signés. Quelquefois, les éditoriaux étaient signés « El Moudjahid » ou « La direction d’El Moudjahid ».
Le numéro 3, publié en septembre 1956, un mois après le congrès fondateur de la Soummam, est le seul numéro où tous les articles sont signés, avec des signatures comme celle de Ramdane Abane (éditorial), Krim Belkacem et Mohammed Larbi Ben M’Hidi.
Les raisons de l'anonymat des rédacteurs sont :
- affirmer le point de vue collectif de la révolution
- éviter de mettre un lien entre un certain type d'article et un courant particulier de la révolution
- empêcher les autorités coloniales d'utiliser les articles contre leurs auteurs s'ils sont arrêtés.

Mais certains articles étaient tout de même signés :
- les courriers officiels de soutiens internationaux étaient publiés avec le nom de la personnalité
- les appels de Ferhat Abbas, président du GPRA
- les rapports de conférences de Frantz Fanon
- les chroniques au jour-le-jour de soldats de l'ALN (« Notre armée et sa stratégie », par le Colonel Saadek de la Wilaya IV)
- les lettres adressées par les djounouds à leurs familles (seuls les prénoms étaient publiés)[22].

### Emblème
Les titres des 30 premiers numéros (sauf un) était accompagnés de l'emblème islamique du croissant et de l'étoile. Dessinés à la main, l'emplacement et la taille des symboles étaient variables.

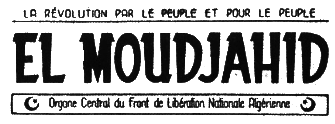
Emblème

À partir du numéro 8 (5 août 1957), le titre était accompagné du sous-titre encadré : « Organe Central du Front de Libération Nationale Algérienne », accompagné à gauche et à droite de l'emblème (le croissant et l'étoile).
L'emblème est supprimé à partir du no 32, ce qui met fin à la référence directe à l'Islam et au socialisme islamique. Beaucoup d'éléments de la mise en page ont changé également à partir de ce numéro et des numéros suivants.

### Sous-titre
La mention « Organe Central du Front de Libération Nationale Algérienne » est restée présente comme sous-titre sur tous les numéros du journal.
Elle n'avait pas de place fixe dans les 7 premiers numéros. C'est à partir du numéro 8 publié à Tétouan qu'elle a été placée sous le titre.
Après le 30e numéro, elle a été déplacée dans le coin supérieur droit de la première page, dans un cadre avec le numéro d'édition, la date de publication et le prix de vente.

### Encart

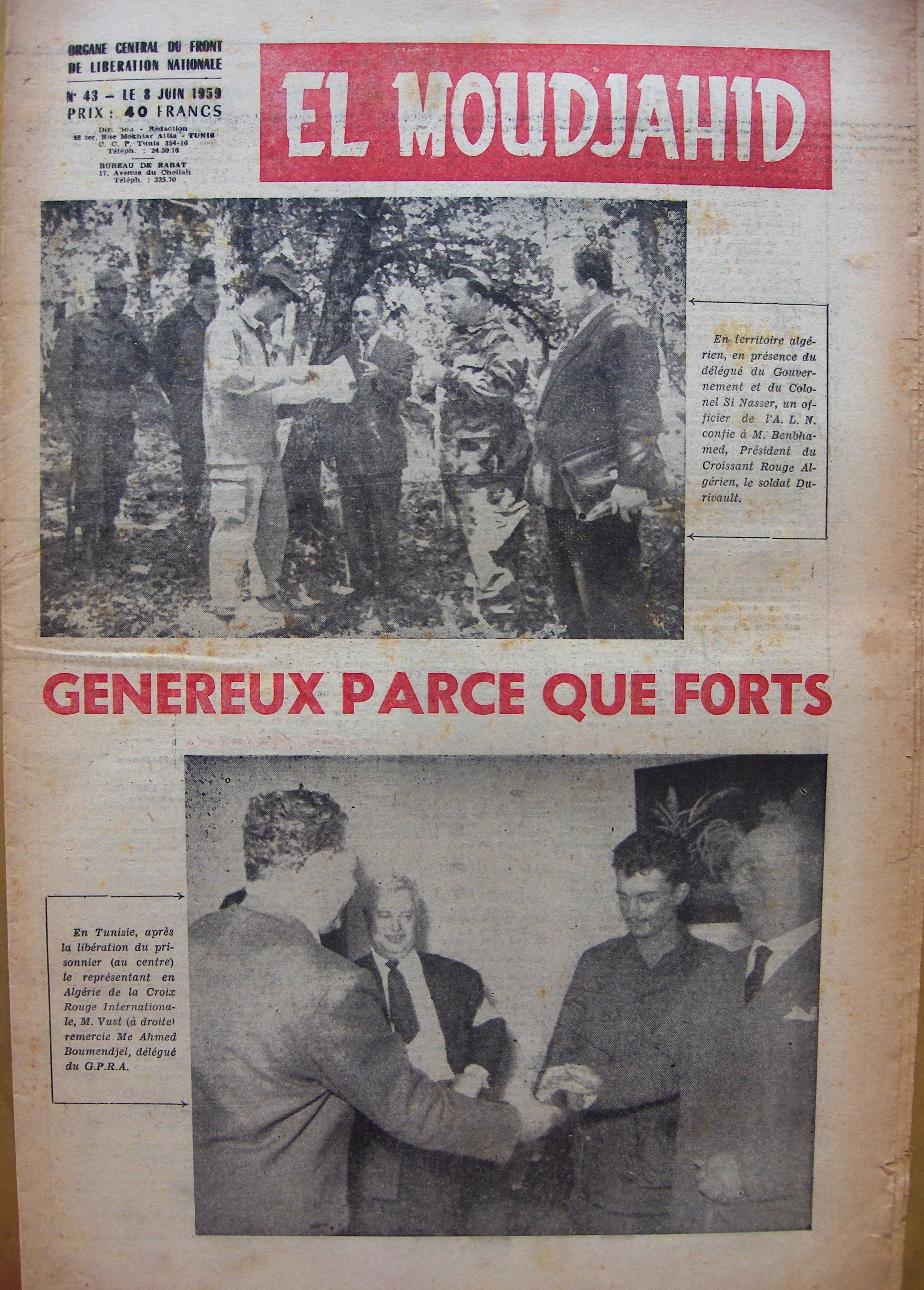
El Moudjahid no 43, premier numéro affichant les coordonnées du journal

El Moudjahid change sa mise en page à partir du no 8 (premier numéro imprimé en dehors de l'Algérie). À cette occasion les éditoriaux, les mémorandums, et les communiqués spéciaux, apparaissent à part dans des encarts pour marquer leur importance. Ces encarts fixent aussi le vrai statut du journal en tant qu'organe officiel et porte-parole officiel du FLN.

### Lieu de publication
Jusqu'au no 42, le lieu de publication du journal n'était jamais indiqué. C'est à partir du no 43 (8 juin 1959) que les coordonnées des bureaux à Tunis et à Rabat, adresse et numéro de téléphone, sont indiquées en première page, dans un encadré en haut à droite, avec le numéro d'édition, la date et le prix.
En publiant ses coordonnées, El Moudjahid voulait prouver qu'il était devenu un journal normal qui n'avait pas besoin de cacher sa localisation. De plus, en affichant sa localisation en Tunisie et au Maroc, le journal montrait la solidarité de ces deux pays avec la révolution algérienne. Cela prouvait que les deux pays avaient retrouvé toute leur souveraineté et que la cause algérienne était plus importante que leurs relations avec la France.
Deux ans plus tard, avec le numéro 82 (24 juin 1961) El Moudjahid arrêta de publier les coordonnées du journal.

### Prix
Le journal a toujours été payant et le prix de vente a toujours été affiché, sauf dans les numéros 2 à 8. Ainsi le journal donnait la preuve qu'il avait une demande et une audience qui payait pour le lire.
- Du no 1 au no 29 : le prix du journal était libellé exclusivement en francs algériens.
- Du no 30 au no 40 : le prix du journal était généralement libellé en francs et en millimes tunisiens.
  - Sauf les nos  32 (20 novembre 1958), 33 (08 décembre 1958) et 39 (10 avril 1959) : le prix est libellé exclusivement en millimes tunisiens
- Du no 40 (24 avril 1959) au no 81 (04 juin 1961) : le prix du journal était libellé exclusivement en francs algériens.
- À partir du no 82 (25 juin 1961) : le prix de vente est libellé dans les monnaies des trois pays du Maghreb :
  - Algérie – 0,40 nouveaux francs
  - Tunisie – 40 millimes
  - Maroc – 0,40 dirham.

Le prix n'était pas excessif et il est resté assez stable entre 1956 et 1962.
- Du no 9 (20 août 1957) au no 30 (10 octobre 1958) : 30 francs
  - Sauf le numéro spécial non numéroté du 19 septembre 1958 : 20 francs.
- Du no 31 (1er novembre 1958) au no 91 (19 mars 1962) : 40 francs/0,4 nouveau franc
  - Sauf le numéro double 53/54 (01 novembre 1959) et le numéro suivant 56 (16 novembre 1959) : 50 francs

### Slogan
Le slogan « La Révolution par le Peuple et pour le Peuple » est d'abord celui de l'organe de presse du MTLD : L'Algérie Libre. Il figure dans El Moudjahid dès le premier numéro. Ce slogan a un lien évident avec la phrase prononcée par Abraham Lincoln dans son discours à Gettysburg en 1863 (« government of the people, by the people, for the people »),.
Ce slogan positionnait le journal comme témoin et comme participant à la Révolution. Il constituait une déclaration que le FLN et El Moudjahid représentaient la nation algérienne.
Le slogan n'a pas été repris dans les numéros suivants :
- Numéro spécial du 19 septembre 1958
- Numéros 31 (01 novembre 1958) à 47 (03 août 1959)

Après l'indépendance, le slogan a été incorporé dans la Constitution algérienne (article 11) en tant que devise de l'État sous la forme « Par le Peuple et pour le Peuple ».

## Drapeau
Le drapeau algérien confirmait une déclaration selon laquelle le FLN et El Moudjahid représentaient la nation algérienne. Il constituait un acte révolutionnaire car il donnait une identité nationale à l'Algérie et aux Algériens, alors que la France considérait que le pays qu'elle avait envahi en 1830 n'était pas une nation souveraine mais un amas  de tribus, avec quelques routes de caravanes traversant un territoire désert.
L'objectif du journal est de reconstruire l'histoire de l'Algérie que le pouvoir colonial a voulu effacer. Le drapeau permettait de contrecarrer les déclarations de la France selon lesquelles « l'Algérie est une partie intégrante de la France ». Le drapeau algérien évoquait l'étendard de l'Émir Abdelkader. C'était un symbole qui établissait que l'Algérie existait déjà avant l'occupation française et avait une histoire.
Sur les trois premiers numéros, le drapeau était dessiné à la main. Ensuite il apparaissait très souvent sur les photos de la première page, ce qui constituait une preuve de sa réalité.
Le numéro 48 (17 août 1959) consacré à la Conférence des États Africains de Monrovia, affichait le drapeau algérien au milieu des drapeaux des pays africains, avec comme titre : « Le drapeau algérien a flotté à Monrovia ».
Le numéro 74 (15 décembre 60) révélait une photo du drapeau algérien brandie par une femme à Alger pendant les manifestations de décembre 1960, avec le titre : « Le drapeau algérien flotte à Alger ».
Dans le no 83 (19/8/61), le journal publiait une photo du drapeau algérien qui flottait au-dessus d'une grande manifestation à Casablanca au Maroc, avec le titre : « L’Algérie souveraine ».

## Rédaction
Jusqu'au numéro 10 (Alger et Tétouan), une seule rédaction publiait les deux éditions en arabe et en français.
À compter de la période tunisienne (numéro 11), les deux rédactions sont séparées.
Coordination
- 1956-1957 : Ramdane Abane, Benyoucef Benkhedda, Abdelmalek Temmam[3]
- novembre 1957-1958 : Ahmed Boumendjel[3]
- 1958-1962 : M'hamed Yazid

Édition arabe
- Rédacteur en chef : Brahim Mezhoudi
- Commentateur politique : Abdellah Cheriet
- Rédacteur : Mohamed El Mili
- Traducteur de l'anglais vers l'arabe : Abderrahmane Cheriet
- Chargé du violet militaire : Aïssa Messaoudi
- Secrétaire de rédaction et monteur : Lamine Bechichi

Édition française
- Rédacteur en chef : Redha Malek
- Commentateurs politiques : Frantz Fanon et  Pierre Chaulet
- Secrétaire de rédaction et monteur : Mohieddine Moussaoui
- Photographe : Ahmed Dahraoui
- Diffusion : Mahmoud Hamrouche

## Périodicité et tirage
Les 7 premiers exemplaires, publiés entre juin 1956 et janvier 1957, avaient une périodicité mensuelle. Le 7e numéro a été imprimé mais n'a jamais été publié car il a été découvert et saisi par l'armée française pendant la bataille d'Alger.
À partir de la période tunisienne (numéro 11 du 01 novembre 1957), chaque édition est théoriquement imprimée une semaine sur deux, en alternance avec l'autre édition.
Le tirage est évalué à 3 000 exemplaires pour les numéros sortis à Alger et à 10 000 exemplaires pour les numéros de Tunis.

## Archives
Toute la collection des numéros de l'édition française a été rééditée en Yougoslavie en 1962.
Toute la collection des numéros de l'édition arabe a été rééditée en 1984 par le ministère de l'Information et de la Culture.
En France, les numéros du journal sont archivés dans différentes collections : celles de la BNF notamment, mais aussi celles du Service historique de la Défense, du CHEAM ainsi que celles du Centre des Archives d’Outre-Mer à Aix-en-Provence, où sont regroupées toutes les archives civiles venues d’Algérie. Ils sont également conservés à l'IMA.
Ailleurs en Europe, il manque dans la collection de l’École des Hautes études internationales de Genève les no 1 et 7, les no 1 à 8 dans celle de l’université de Bologne (Italie), et no 1 à 10 dans celle de la British Library de Londres. Les 3 sont constituées d’exemplaires originaux de l'édition française.

## Galerie

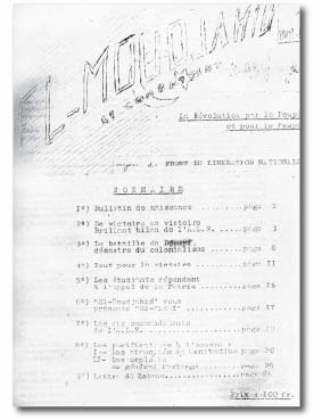
no 1 (juin 1956)
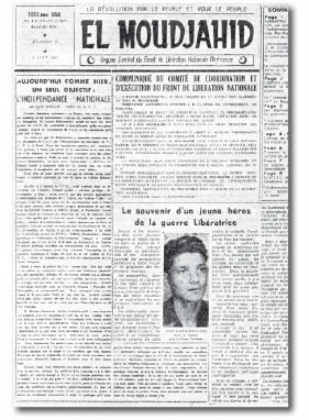
no 8 (lundi 05 août 1957) : « Communiqué du CCE »
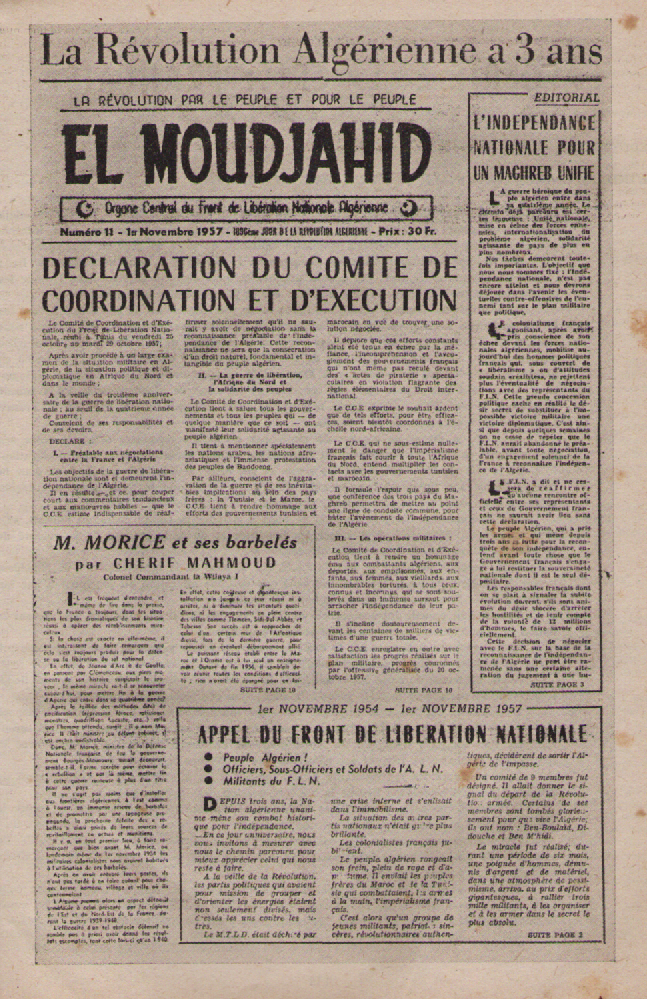
no 11 (vendredi 01 novembre 1957) : « La Révolution Algérienne a 3 ans »
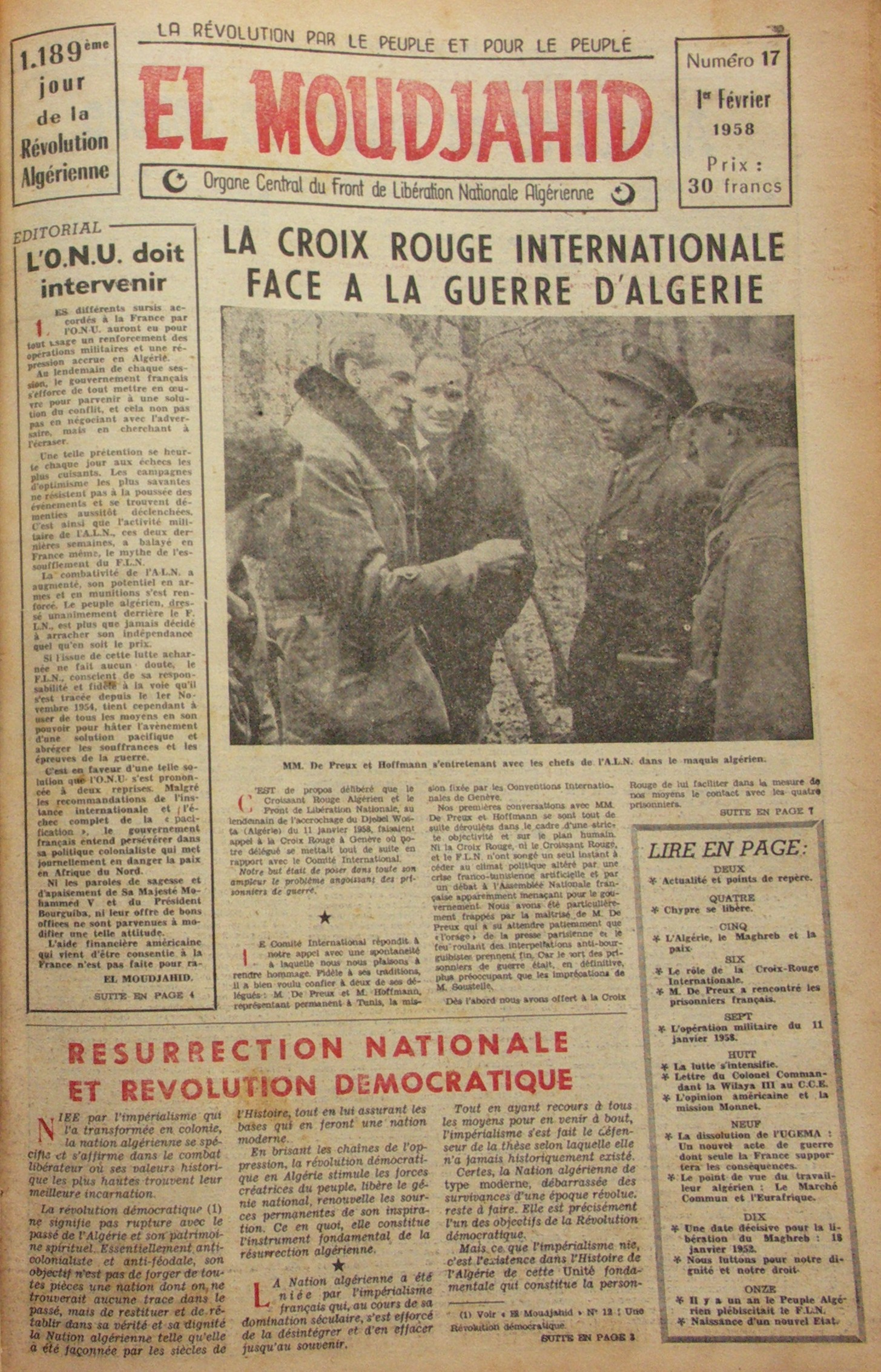
no 17 (samedi 01 février 1958) : « La Croix Rouge Internationale face à la Guerre d'Algérie »
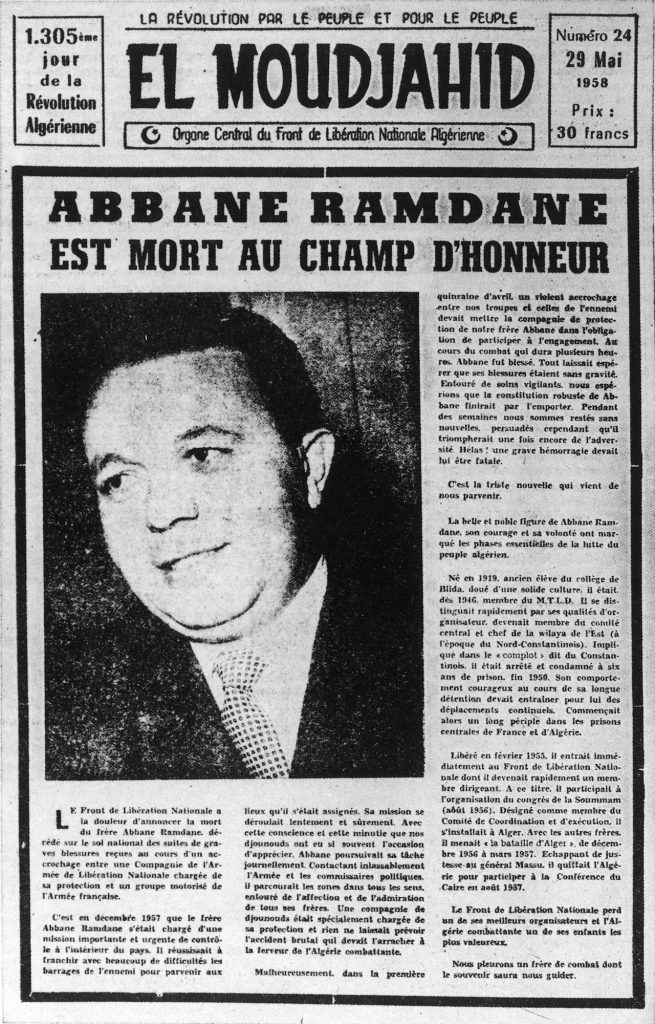
no 24 (jeudi 29 mai 1958) : « Abbane Ramdane est mort au champ d'honneur »
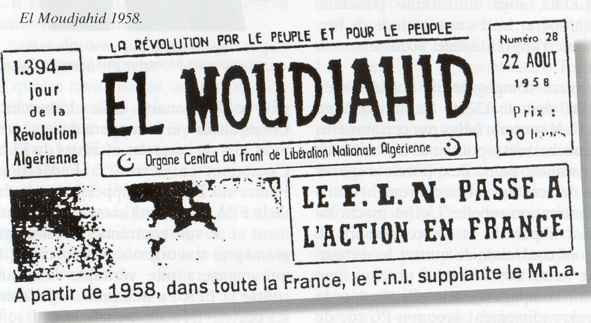
no 28 (vendredi 22 août 1958) : « Le F.L.N. passe à l'action en France »
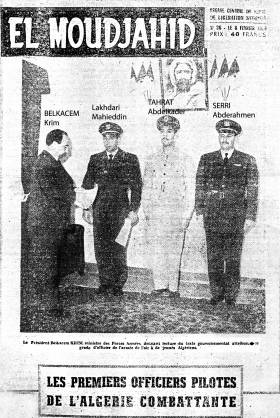
no 36 (vendredi 06 février 1959) : « Les premiers officiers pilotes de l'Algérie combattante »
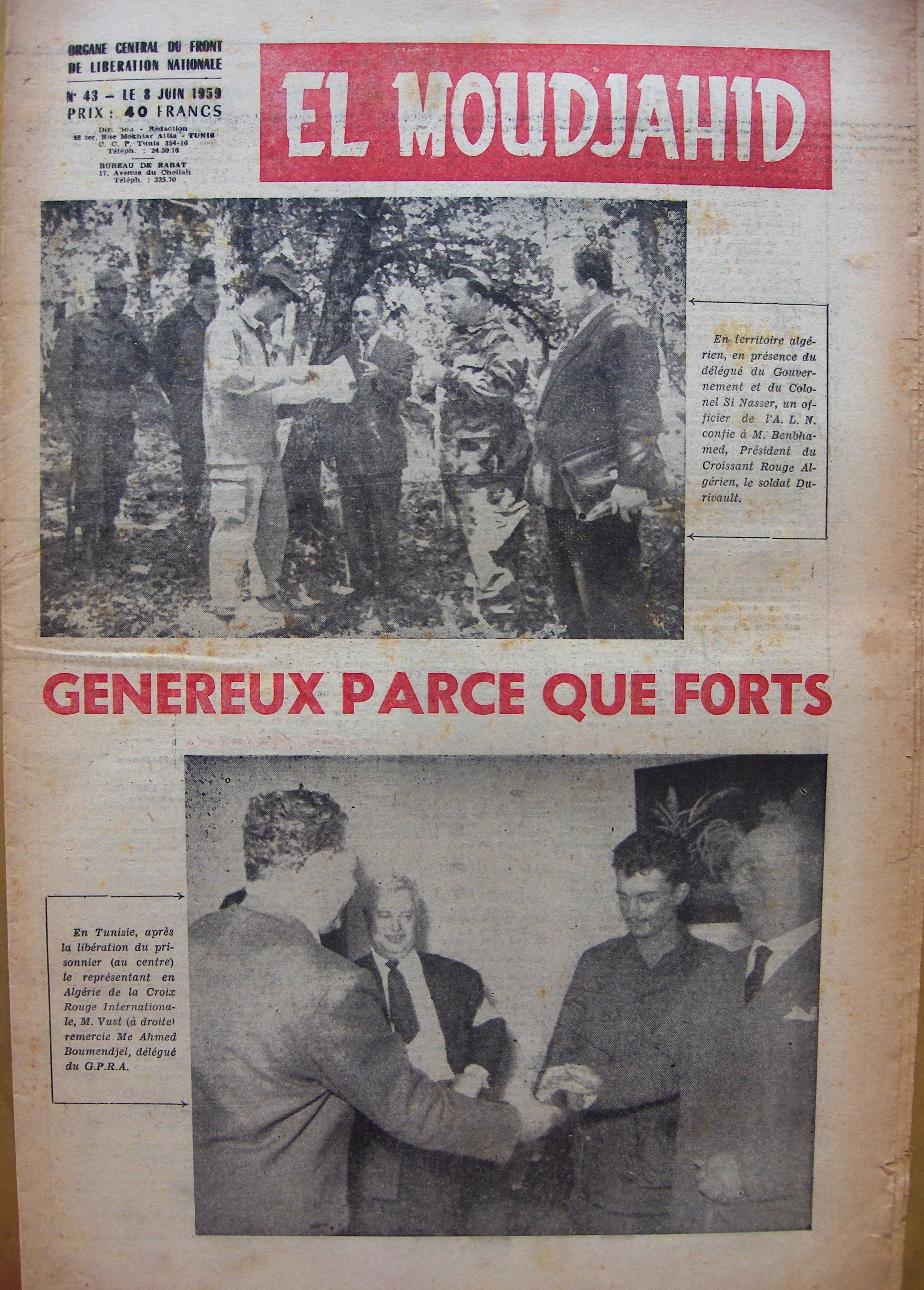
no 43 (lundi 08 juin 1959) : « Généreux parce que forts »
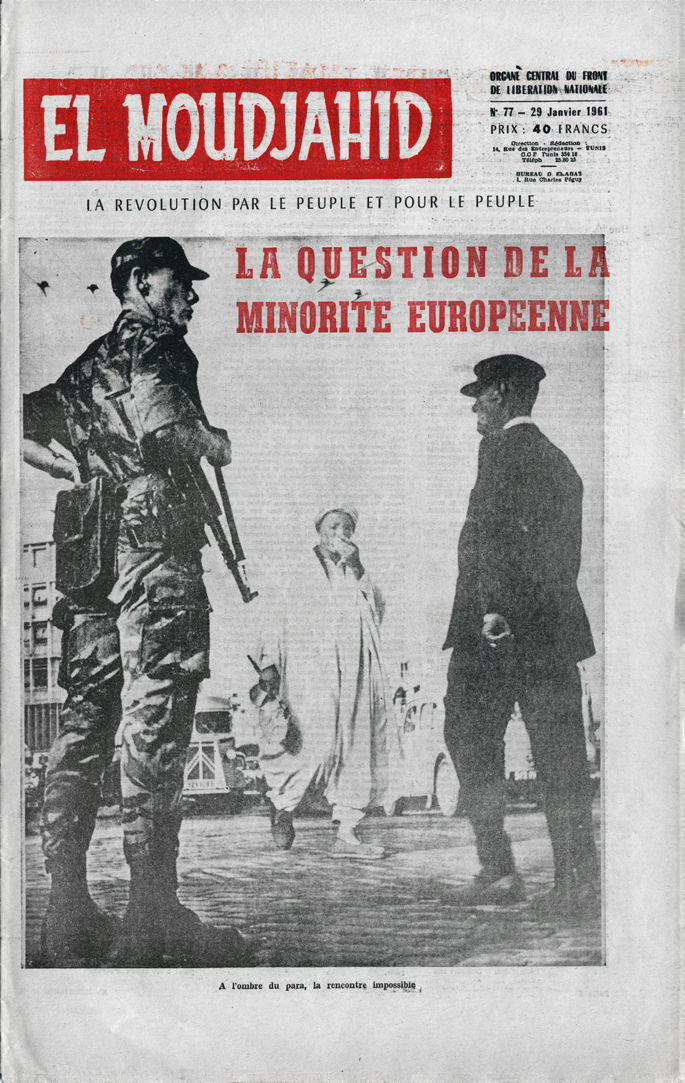
no 77 (dimanche 29 janvier 1961) : « La Question de la Minorité Européenne »
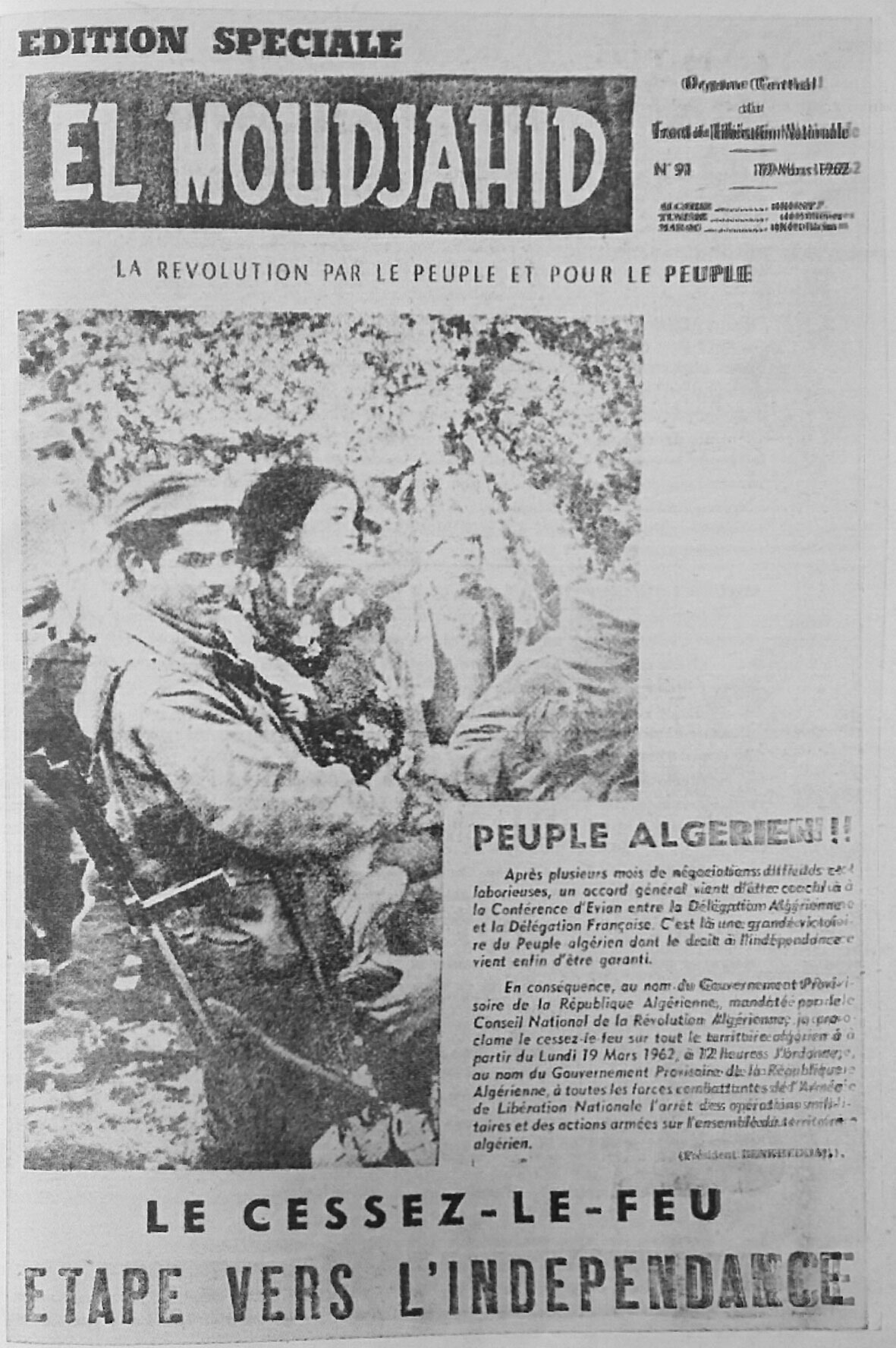
no 91 (lundi 19 mars 1962) : « Le cessez-le-feu : Etape vers l'indépendance »